# Natallia Marchanka
Natallia Marchanka (19 de maio de 1979) é uma basquetebolista profissional bielorrussa.

## Carreira
Natallia Marchanka integrou a Seleção Bielorrussa de Basquetebol Feminino, na Pequim 2008, que terminou na sexta colocação.